# Zagórz (gemeente)
De gemeente Zagórz is een stad- en landgemeente in het Poolse woiwodschap Subkarpaten, in powiat Sanocki.
De zetel van de gemeente is in Zagórz.
Op 30 juni 2004 telde de gemeente 12 658 inwoners.

## Oppervlakte gegevens
In 2002 bedroeg de totale oppervlakte van gemeente Zagórz 160,05 km², waarvan:
- agrarisch gebied: 45%
- bossen: 44%

De gemeente beslaat 13,06% van de totale oppervlakte van de powiat.

## Demografie
Stand op 30 juni 2004:
| Omschrijving                   | Totaal | Totaal | Vrouwen | Vrouwen | Mannen | Mannen |
| ------------------------------ | ------ | ------ | ------- | ------- | ------ | ------ |
| eenheid                        | aantal | %      | aantal  | %       | aantal | %      |
| inwoners                       | 12 658 | 100    | 6408    | 50,6    | 6250   | 49,4   |
| bevolkingsdichtheid (inw./km²) | 79,1   | 79,1   | 40      | 40      | 39,1   | 39,1   |

In 2002 bedroeg het gemiddelde inkomen per inwoner 1344,59 zł.

## Administratieve plaatsen (sołectwo)
- Czaszyn - sołtys - Kacper Kuzio
- Łukowe - sołtys - Jan Pomykała
- Mokre - sołtys - Jarosław Mielnik
- Morochów - sołtys - Anna Szary
- Olchowa - sołtys - Krzysztof Muszyński
- Poraż - sołtys - Tadeusz Niemczyk
- Tarnawa Dolna - sołtys - Zygmunt Kardasz
- Tarnawa Górna - sołtys - Marek Marcinik
- Średnie Wielkie - sołtys - Mieczysław Kurek
- Zahutyń - sołtys - Marcin Zubel
- Kalnica - sołtys - Magdalena Dziubak

## Aangrenzende gemeenten
Baligród, Bukowsko, Komańcza, Lesko, Sanok, Sanok